# 馬拉蓋

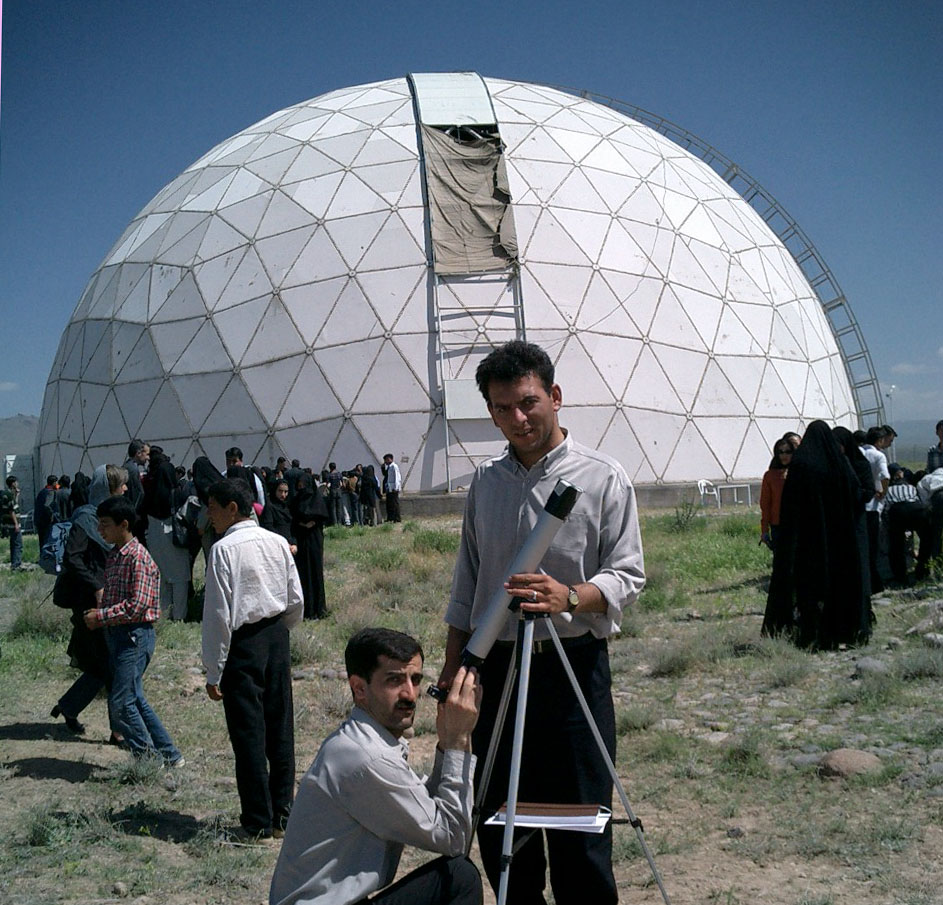
馬拉蓋天文台

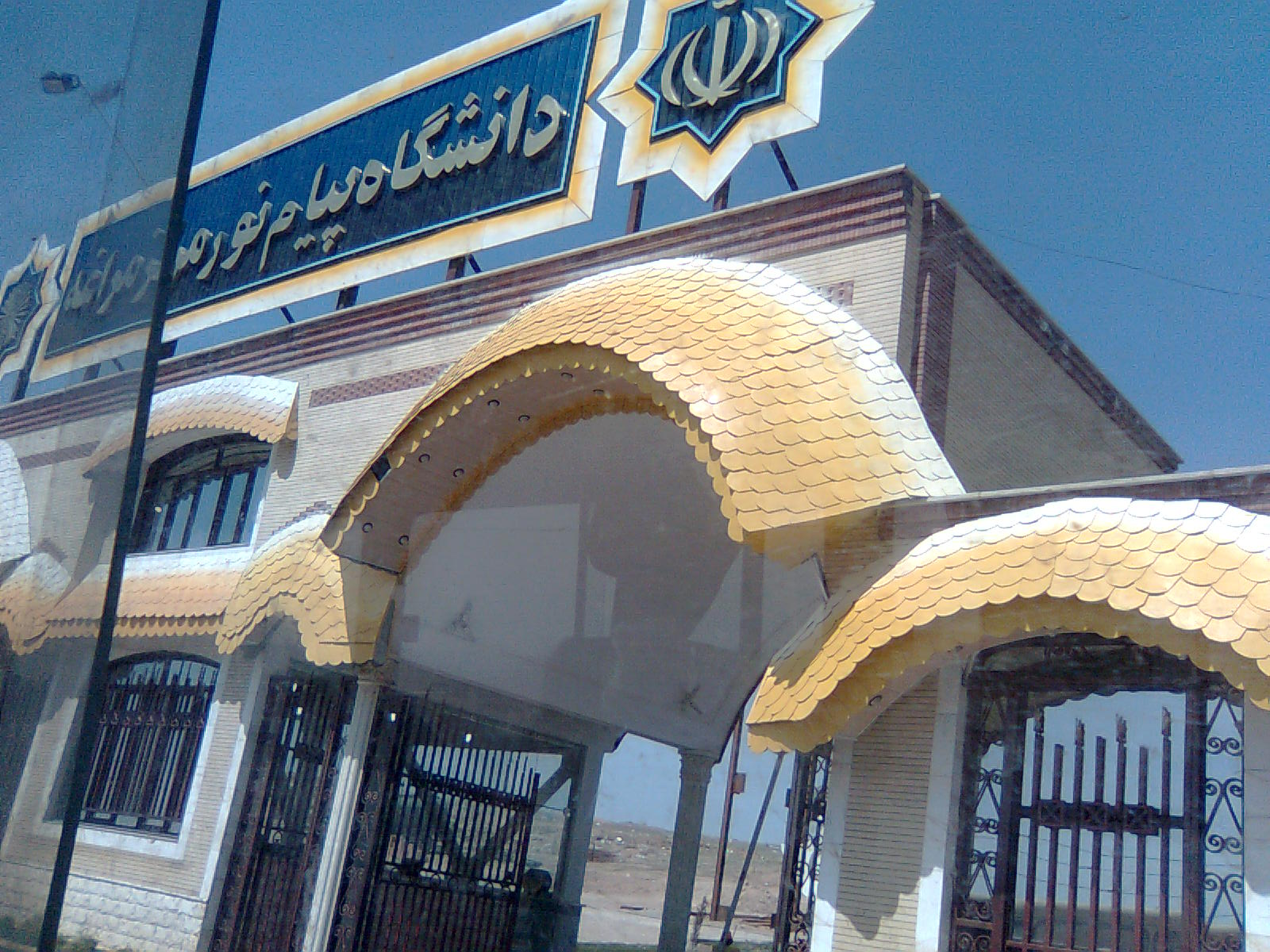

馬拉蓋（波斯語：‎，羅馬化：Marāgheh 或 Marāgha）是伊朗的城市，元朝時译为蔑剌哈，13世纪時是伊兒汗國首都，汗國建立者旭烈兀在這裡病故。位於該國西北部爾米亞湖東南面30公里，由東亞塞拜然省負責管轄，距離大不里士130公里，海拔高度1,456米，2012年人口155,075。

## 外部連結
- Maragheh in Enc. Britannica （页面存档备份，存于）
- The Columbia Encyclopedia
- Photography of Gunbad-i-Qabud
- Astronomy and Astrophysics Research Center of Maragha （页面存档备份，存于）
- Biography of A'bd alqader ibn Ghaibi al Hafiz al Maraghi
- Maragheh photos （页面存档备份，存于）